# Acer miyabei
Acer miyabei — вид клена, що походить з Японії, де він зустрічається на Хоккайдо та в регіоні Тохоку на півночі Хонсю.

## Опис
Це невелике або середнє листопадне дерево, виростає до 10–20 м заввишки, зі стовбуром 30–40 см в діаметрі з грубою, сіро-коричневою корою. Листки п'ятилопатеві (прикоренева пара часток зазвичай невелика), 7–20 см завдовжки і 12–20 см завширшки, з ніжкою 5–15 см завдовжки; ніжка сочиться білим латексом, якщо його порізати. Квітки утворюються навесні одночасно з розпусканням листя, жовто-зелені, у прямовисних щитках. Плід — самара з двома крилатими насінинами, розташованими під кутом 180°, кожна насінина шириною 8 мм, плоска, з крилом 2 см.
Є два різновиди:
- Acer miyabei var. miyabei. Крилатки пухнасті
- Acer miyabei var. shibatai (Nakai) Hara. Крилатки безволосі

## Використання
Це дерево культивується як декоративна рослина в Сполучених Штатах, але не поширене в торгівлі. Найчастіше зустрічається в дендраріях. Він витримує низькі температури, міські умови та посуху.

## Галерея

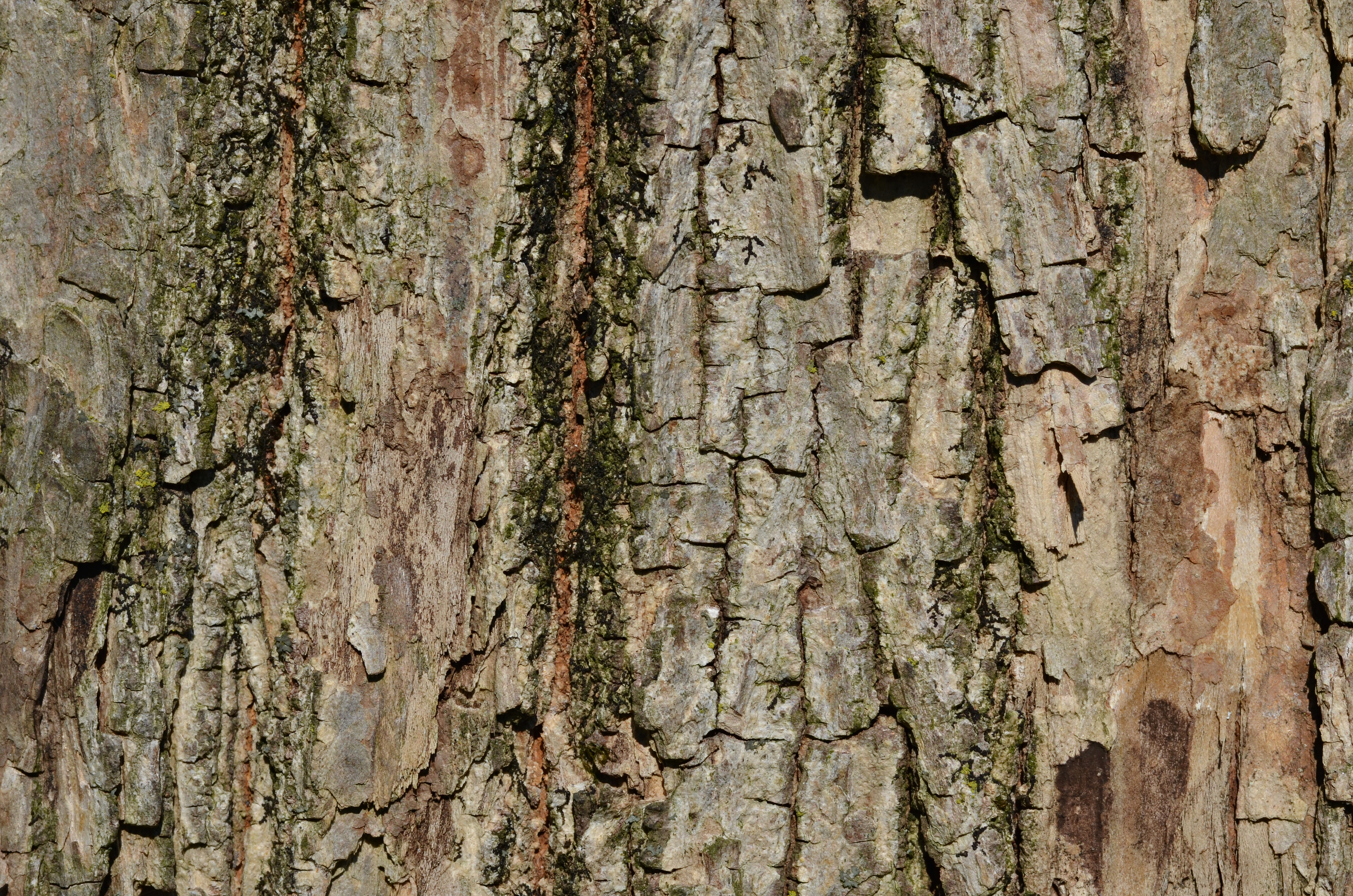
кора
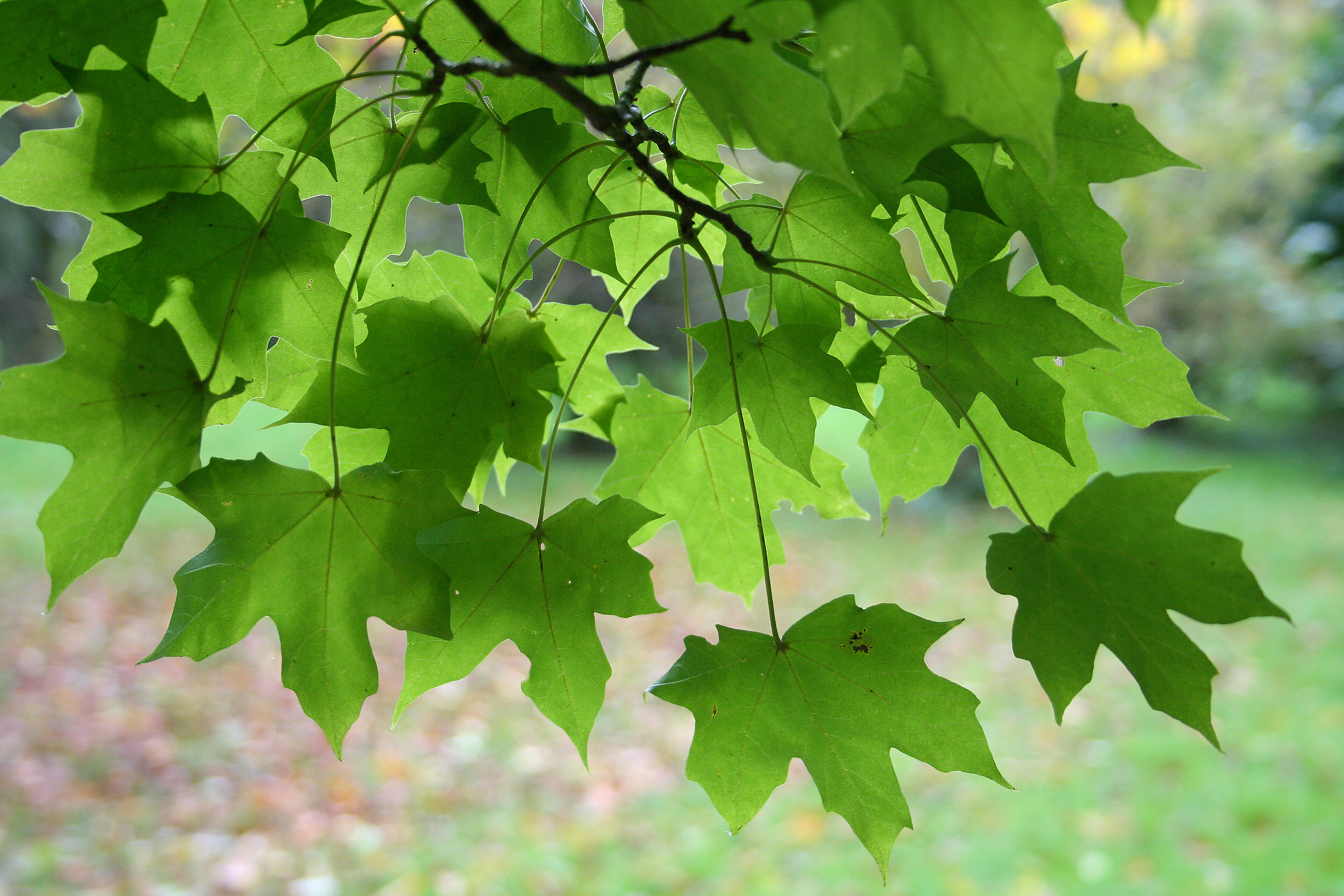
листя